# Hort-Csány vasútállomás
Hort-Csány vasútállomás Heves vármegyei vasútállomás, Hort településen, melyet a MÁV üzemeltet. Az állomáson 2016. december 11 óta nem állnak meg az itt áthaladó menetrend szerinti személyvonatok. Az állomási térség közúti elérését a 3202-es útból kiágazó 32 301-es út biztosítja.

## Vasútvonalak
Az állomást az alábbi vasútvonalak érintik:
- Budapest–Sátoraljaújhely-vasútvonal

## Kapcsolódó állomások
A vasútállomáshoz az alábbi állomások vannak a legközelebb:
- Hatvan vasútállomás (Budapest–Sátoraljaújhely-vasútvonal)
- Vámosgyörk vasútállomás (Budapest–Sátoraljaújhely-vasútvonal)